# 卵巣
卵巣（らんそう、英: Ovary）とは、動物の雌や人間の女性が所有する生殖器の主要部で、子宮のかど(角部)からやや後方に位置し、卵管の下に垂れ下がっている状態で存在する。子宮と卵巣をつなぐ卵巣固有靱帯(らんそうこゆうじんたい／卵巣固有索ともいう支持組織)と、卵巣と骨盤壁につながる骨盤漏斗靱帯(こつばんろうとじんたい／卵巣堤索ともいう)の間で支えられている。性成熟期(20～40歳くらい)の女性の正常卵巣は、成人男性の親指大程度(約3～4cm)で、女性ホルモンや卵子を作り出す左右一対の臓器である。個体差や性成熟期と老年期併せて、正常成人女性のひとつの大きさは全てを含め2cm〜4cmで、重さについては性成熟期であれば約14gで、閉経後の老年期等や環境及び個体差を交えれば女性全体の卵巣の重さは5g ~15gである。
雄が所有する精巣と合わせて生殖巣とも呼ばれる。一般的な機能として、卵（卵子）のもとになる卵細胞を保持及び維持・成熟させつつ体腔内から子宮へ放出する。同時に人間の女性の卵巣は女性らしさに不可欠な心身の健康や性徴や女性美を保つ上で欠かせない女性ホルモンである、エストロゲン（卵胞ホルモン）とプロゲステロン（黄体ホルモン）を分泌する内分泌器官の働きを持つ。

## 概説
ヒトを含む哺乳類の卵巣の内部には、卵胞（らんほう、らんぽう）と呼ばれる構造が多数あり、それぞれ1つずつの卵細胞を包んでいる。卵胞が卵細胞を成熟させ、排卵（はいらん）と呼ばれる卵巣からの放出を起こさせる。排卵は、動物の種類によって年に1 - 2回程度の繁殖期に起こったり、一定の周期（性周期）で繰り返し起こる種などがある。排卵された卵細胞は一旦は体腔内に出るが、輸卵管（卵管）内に吸い込まれ、卵管から子宮へと流れていく。卵細胞を放出した後の卵胞は、その後黄体（おうたい）へと変化する。卵巣からは、何種類かのホルモンが分泌される。卵胞からはエストロゲンが、黄体からはプロゲステロンおよびエストロゲンが分泌される。これらのホルモンは、女性をはじめとする哺乳類の体に機能的な変化を起こさせ、卵巣の卵胞や卵の成熟と排卵により子宮のサイクルで生じる月経や女性ホルモンのエストロゲンやプロゲステロンの波を形成し、妊娠や子の出産を望む場合は、流産や妊娠中毒や並びに分娩による事故及び分娩後出血を避けるために受精、着床、妊娠（初期、前期、中期、後期、末期の各段階）、分娩、出産といった一連の産婦人科並びに婦人科の連携や妊娠検診が必要となる。このホルモンによる作用は卵巣や子宮をはじめとした生殖器を中心とした変化だが、それ以外にも全身にわたる。
上記の通り、女性の第二次性徴に伴う初経から妊娠期や出産や授乳期等や更年期の閉経等の各年代や各課程により卵巣から生成される女性ホルモンのエストロゲンやプロゲステロンの変動や健康上必要な若干のアンドロゲンの分泌量の基準値が変化する。
ヒトの場合、女性の性周期は平均28日程度であるが、子宮内膜の剥離に伴う出血（月経）を目安に考えるため、月経周期と呼ばれる。卵巣からの排卵もこの周期に合わせて起こる。月経の時期になると、卵巣内では次回の排卵のために新たな卵胞が発達をはじめ、月経から約2週間程度で卵胞は最大に発達し、卵巣からの排卵が起こる。

## 構造
正常女性には卵巣が2個あり、大きさは月経時も含めて2〜4cmの親指の長さをした長楕円形または若干扁平な形をしている。重さは1個が約14g。子宮上端の左右に位置する。子宮との間は、固有卵巣索（卵巣固有靭帯）と呼ばれる、ヒモ状の結合組織でつなぎ止められているが、管で直接つながっているわけではない。また骨盤の内側の壁からは、卵巣提索（骨盤漏斗靭帯）と呼ばれるヒモ状組織で外側からも支えられている。卵巣のすぐ近くには卵管の開口部があり、これを卵管采と言う。卵管は子宮の内部とつながっている管であり、卵管の端は管がラッパ状にひろがり管の外側に向かって開いて終わっている。
卵巣の表面は、1層の細胞からなる漿膜（別名、胚上皮）と結合組織性の白膜に覆われる。内部は、大部分を占める皮質と中心部の髄質に分かれる。皮質には、無数の原始卵胞が詰まっている。原始卵胞は、休眠状態の卵細胞をその中に含んでいる。成人女性では、常に原始卵胞のうちのごく一部が発達をして排卵を繰り返している。中心部の髄質は、血管と神経に富む結合組織である。

## 卵胞とエストロゲン
主記事：卵胞
卵胞または濾胞（ろほう）とは、卵巣の中に多数存在する球状の細胞のかたまりで、その中には1個の卵細胞が含まれ、それを卵巣の細胞が包んでいる構造である。卵胞は、排卵が起こるときの機能的な単位である。卵胞はその発達段階により、異なった名前で呼ばれている。
原始卵胞
卵巣の中に常に無数に蓄えられている休眠状態の卵胞である。1個の卵細胞とそれを囲む1層の細胞層からなる。囲んでいる細胞は、卵胞上皮細胞と呼ばれる。卵巣の表面近くにびっしりと並んでいる。
1次卵胞
休眠から目覚めた原始卵胞は、発達を始めるが、そのはじめの数日間の卵胞。この期間、卵細胞を囲む卵胞上皮細胞が細胞分裂を繰り返し、その数を増すと、卵細胞を囲む層がはじめは1層の細胞だったのが、2層、3層と増えていく。卵細胞自体の大きさは変わらないが、卵胞の大きさは次第に大きくなる。多層化した卵胞上皮細胞の層を顆粒層とも呼ぶ。またこれを囲むように、その外側に卵胞膜（らんほうまく）または莢膜（きょうまく）と呼ばれる構造が現れる。卵胞膜は1〜数層の扁平な細胞層である。
2次卵胞
1次卵胞の後、排卵に至る最終発達段階までの卵胞のこと。卵胞上皮細胞が増殖を繰り返し、顆粒層が厚くなるとき、この中に卵胞腔（らんほうくう）と呼ばれる空洞が現れ始める。卵胞腔には、顆粒層の細胞からヒアルロン酸などに富んだ液体が分泌されて蓄積し、次第に卵細胞を卵胞内の端に押しやるぐらいに広がる。また、卵胞の一番外側にある卵胞膜は、2種類の細胞からなる2層にわかれ、外卵胞膜、内卵胞膜（外莢膜、内莢膜）が区別できるようになる。最終的に排卵直前には1個の卵胞のサイズは18 - 20 mm程度になるが、この排卵直前の卵胞を、成熟卵胞（グラーフ卵胞）と呼ぶ。
原始卵胞が発達を開始するのは月経期の直前で、その後、この卵胞は1次卵胞、2次卵胞になり発達を続け、次の排卵期に成熟卵胞になる。この卵胞の発達は、下垂体の卵胞刺激ホルモン (FSH) によって促される。この間20日程度の非常に早い変化である。このとき、はじめに休眠から醒める卵胞は多数であるが、最終的に排卵に至るサイズにまで発達するのは1個の卵胞のみである。残りの卵胞は、発達の過程のどこかで発達を止め、アポトーシスにより細胞が死滅し、吸収されてしまう。この現象を卵胞閉鎖と呼び、発達を止めて吸収されていく過程の卵胞を閉鎖卵胞と呼ぶ。卵胞閉鎖はFSH刺激の不足が原因であると考えられ、発達の遅い卵胞は閉鎖するが、発達の進んだ卵胞ではFSHレセプターの発現量が高く、低濃度のFSH刺激でも生存、発達する。閉鎖はヒトの卵巣で特に顕著に観察される。
卵胞からは、エストロゲン（卵胞ホルモン）が分泌されるが、これは内卵胞膜の細胞が産生、分泌したアンドロゲンを、顆粒層の細胞が吸収し、この細胞が持っているアロマターゼと呼ばれる転換酵素でエストロゲンに変換して分泌していると考えられている。エストロゲンの分泌量は卵胞の発達とともに増加していくため、月経期の後、排卵期が近づくにつれて、血液中のエストロゲン濃度は上昇し、排卵時にピークに達する。

## 排卵
主記事：排卵
卵胞が大きく発達してくると、卵胞から分泌されるエストロゲンの量も次第に増加し、血液中のエストロゲン濃度が高まっていく。これにより、ひとつには視床下部から分泌されるゴナドトロピン放出ホルモン (GnRH) の分泌パターンが変化し、分泌量が増加する。ゴナドトロピン放出ホルモンは、下垂体からの卵胞刺激ホルモン (FSH) や黄体形成ホルモン (LH) の分泌を促すホルモンなので、下垂体からのFSHやLHの分泌が増える。もうひとつには、血液中のエストロゲン濃度が上昇すると、これが下垂体に直接作用し、FSHやLHの分泌が高まる効果もある。結果的に、これらのホルモンが相乗的に作用し、排卵直前の時期には、卵胞からのエストロゲン分泌、視床下部からのGnRH分泌、下垂体からのFSH、LH分泌が相次いで急激なピークを迎える。ここで排卵が誘発される。
排卵のときには、1個の卵胞は、卵巣の体積のかなりの部分を占めるぐらい大きく育っている。この卵胞の壁が破れ、同時に卵胞を包む卵巣の壁も破れる。卵胞の中からは、卵胞液が流れ出してくるが、卵細胞とそれを数層にわたって囲んでいる顆粒層の細胞も、塊のまま流れ出してきて、卵巣の外に出される。これらの一連の過程は、成熟した卵胞で卵胞液の分泌が非常に高まり卵胞の内圧が高まっているところに、ホルモンの働きで外卵胞膜の平滑筋線維が収縮し、卵胞の中身を押し出そうと働くことによって起こると考えられている。

## 黄体とプロゲステロン
排卵によって、卵胞の壁には大きな穴が開き、中にあった卵細胞は流れ出ていく。内圧を失った卵胞はしぼんでしまい、壁の穴からは血液などが流入する。しかし、卵胞の残骸の中に残った細胞は死滅せず、ここで再び細胞分裂が盛んになる。特に、顆粒層の細胞と内卵胞膜の細胞の増殖が盛んで、次第に元の卵胞の内部を埋め尽くすぐらい増えていく。これが黄体である。黄体の細胞は元々は卵胞の顆粒層だった顆粒層黄体細胞と内卵胞膜だった卵胞膜黄体細胞とから構成されている。巨大な細胞のかたまりとなった黄体の内部には血管が発達し、細胞から分泌されるプロゲステロン、エストロゲンが血液中に運ばれる。プロゲステロンは、排卵された卵がもし受精した場合、子宮に着床しやすくなるように、子宮の壁（子宮内膜）を変化させる働きがある。
もし子宮で着床が起こると、そこで卵を囲むように形成される胎盤から、絨毛性ゴナドトロピンやプロラクチンなどのホルモンが分泌され、その作用により卵巣では黄体から引き続きプロゲステロンが分泌され続ける。この黄体は、妊娠中期になるまで活発にプロゲステロンを分泌し、妊娠を維持させる。一方、子宮で着床が起こらないと、黄体は2週間ほどでプロゲステロン分泌をやめ、黄体細胞は萎縮を始める。このことにより血液中のプロゲステロン濃度が急激に減少し、これが引き金になって、子宮では子宮内膜の剥離、月経が起こる。また、卵巣では次の排卵のための卵胞の発達が開始される。

## 卵細胞の成熟
生殖細胞である卵細胞はもともとは2n=46本の染色体に相当するデオキシリボ核酸 (DNA) を持っている細胞だが、精子と受精する前に減数分裂を行う。この事により、あらかじめ核内のDNA量を半分に減らし、n=23本の染色体の分のDNAだけを持つようになり、受精に備える。減数分裂は2回の細胞分裂が引き続き起こる現象で、その各段階で卵細胞は下記のような異なった名称で呼ばれる。
卵祖細胞（卵原細胞）減数分裂前の細胞。ヒトの場合胎児にのみ存在
1次卵母細胞（卵母細胞）
減数分裂第1分裂の途中の細胞。
2次卵母細胞（卵娘細胞）
減数分裂第2分裂の途中の細胞。
卵子（卵）
減数分裂完了後の細胞。精子の核と核融合をすると、2n=46本のDNAを再び持つことになり、胚発生が始まる。
ヒトの卵細胞の減数分裂は、女性の半生を通して起こる長い現象である。胎児の卵巣内にある卵細胞は、卵祖細胞あるいは卵原細胞である。出生前後までには、すべての卵祖細胞は1回分裂し、1次卵母細胞になる。生まれた後、思春期になるまでは、原始卵胞の中の卵細胞はこのまま1次卵母細胞である。卵胞が発達をはじめ、排卵直前の成熟卵胞になると、更に1回の分裂を行い、2次卵母細胞になる。排卵されたときにも卵細胞は2次卵母細胞の状態であり、その後精子との受精が刺激になって最後の分裂が起こり、卵子となり、精子の核と核融合を行う。つまり出生前から始まった減数分裂は、排卵された後までかかって完了する。
女性の場合、高齢での出産は染色体や遺伝子の先天的な異常の確率が上昇することが知られているが、これは減数分裂に非常に長い時間がかかることと密接に関係している。減数分裂など、細胞分裂の途中の細胞は、放射線や化学物質など、DNAにダメージを与える因子の影響を受けやすい。これは、出生後ずっと減数分裂の途中で止まっている卵母細胞がDNA損傷を受けやすいことを意味している。このため、単純に考えて、20歳の女性の卵細胞と比べて、40歳の女性の卵細胞は、環境中の因子の影響を2倍多く受けており、それだけDNAが損傷を起こしている確率が高いことになる。
卵細胞の減数分裂が、通常の細胞分裂や精子形成過程の減数分裂と異なる点は、分裂後の2個の細胞が同じ大きさでないことである。核が2個に分裂しても、それを囲む細胞質は2つに分かれず、どちらか一方の核が、卵細胞の細胞質からはじき出されるように排除される。はじき出された核を極体（きょくたい）と呼ぶ。減数分裂の第1分裂、第2分裂それぞれで極体が放出されるので、それぞれを第1極体、第2極体と呼ぶ。このシステムは、最終的に1個だけが必要な卵細胞の形成過程で、細胞質の量を減らさないのに役立っていると考えられている。卵細胞の細胞質は、受精卵のその後しばらくの間の栄養分、遺伝子発現情報などを含んでいる。

## 卵巣の疾患
- 卵巣腫瘍 - 良性、境界悪性、悪性に分かれる。
- チョコレート嚢胞 - 卵巣における子宮内膜症。
- 原発性卵巣機能不全 - 卵巣から分泌される女性ホルモンの不足や分泌のバランス異常によって、卵巣が正常に働いていない状態[12]。

## 食材としての卵巣
多くの動物の卵は食用に用いられるが、卵を含む卵巣そのものを食用にするものも多い。卵は成熟すると卵巣外に放出（排卵）されることから、卵巣を食べるときには未成熟の卵ごと食べるということもできる。特に魚類の卵巣は腹子（はらこ）などと呼ばれる。
下記は、卵巣を食用に用いる動物と卵巣の名称である。
- 鳥類
  - ニワトリ - 卵巣に卵管が付いたままのものをちょうちんや玉ひもと呼び、焼き鳥や煮込みなどに用いる。黄身の多い未成熟の卵が詰まっている。
- 魚類
  - サケ類 - 塩漬けや醤油漬けなどにしたものを筋子と呼んで食す。より成熟度の高い卵巣を用い、卵をほぐしたものがイクラである。
  - タラ（スケトウダラ） - たらこ（鱈子）、辛子明太子。
  - チョウザメ - 塩蔵品であるキャビアは、世界三大珍味の一つである。
  - トビウオ - 塩漬けにしたものはとびこ（トビッコ）と呼ばれ、寿司ネタなどにされる。
  - ニシン - 塩漬けや乾物などにしたものは数の子と呼ばれ、日本の正月の縁起物として食べられる。
  - フグ - 卵巣にも猛毒を蓄えているため、通常の方法では食べられない。しかしこれを発酵によって除毒した河豚の卵巣の糠漬けがあり、金沢の名物になっている。
  - ボラ - 塩漬けにしたものを天日干しして作られるカラスミは、酒の肴として珍重される。
- その他
  - ウニ - 生、蒸したもの、塩漬けが寿司ネタや酒の肴などにされる。ウニとして一般に食用になるのは卵巣と精巣の両方で、見た目や味ではほとんど区別が付かない。これらは、ウニの体に放射状に5個入っている。
  - ナマコ - くちこ（このこ）の名で食用にする。塩辛にしたものを生くちこ（生このこ）、乾物にしたものを干しくちこ（干しこのこ）と言う。